# 平乐专区
平乐专区，中华人民共和国广西省已撤消的行政区，在今广西壮族自治区东部和广东省西部，1949年置。专员公署驻贺县八步镇（今贺州市）。辖平乐、贺县、怀集、信都、昭平、蒙山、修仁、荔浦、钟山、恭城、富川11县。
1951年，专署迁驻平乐县；怀集县委托广东省代管。1952年，怀集县划归广东省粤中行政区；将信都县并入贺县；修仁县并入荔浦、鹿寨2县。1953年，由荔浦、蒙山、平南、桂平、石龙5县析设大瑶山瑶族自治区；将富川、钟山2县合并设立富钟县。1955年，大瑶山瑶族自治区改设大瑶山瑶族自治县。平乐专区辖7县、1自治县。 
1958年，撤销平乐专区，辖县分别划归梧州、桂林和柳州3专区：
- 将贺县、昭平、蒙山、富钟4县划归梧州专区；
- 将平乐、恭城、荔浦3县划归桂林专区；
- 将大瑶山瑶族自治县划归柳州专区。